# I soliti rapinatori a Milano
I soliti rapinatori a Milano è un film del 1961 diretto da Giulio Petroni.

## Trama
Il "conte" Ottavio è un ladruncolo che, uscito di prigione, progetta il furto a una banca di Milano. In cerca di complici, si imbatte in un male assortito gruppo di malviventi che però lo snobba, perché ha già in progetto di rapinare una ricca e grassa signora milanese al termine della prima al Teatro alla Scala. Alla fine il gruppo di rapinatori verrà beffato da uno dei suoi componenti, che preferirà rinunciare al bottino piuttosto che diventare l'amante della grassona; e il "conte" sarà arrestato il giorno dopo il colpo, ma non ne farà un dramma, avendo nascosto, come suo solito, il denaro del furto nella fodera del cappotto.